# One (fumettista)
One (Niigata, 29 ottobre 1986) è un fumettista giapponese, noto per essere l'autore del webcomic One-Punch Man, successivamente ripresa come un manga digitale disegnato da Yūsuke Murata.
One serializza One-Punch Man sul proprio sito web in maniera indipendente, mentre il remake è serializzato sulla versione web del Weekly Young Jump di Shūeisha. La sua altra serie, Mob Psycho 100, è serializzata sulla versione online del Weekly Shōnen Sunday, chiamata Ura Sunday.
Il webcomic originale di One aveva già raccolto un vasto seguito prima e durante l'adattamento anime del 2015, segnalando la sua significativa popolarità e un elevato numero di lettori. In seguito si è trasferito a Kōnosu nella prefettura di Saitama.

## Opere
- One-Punch Man (ワンパンマン?) (2009; remake con Yūsuke Murata: 2012)
- Dotō no yūshatachi (怒涛の勇者達?) (con Yūsuke Murata, 2012)
- Makai no ossan (魔界のオッサン?) (2012–2013)
- Mob Psycho 100 (モブサイコ100?) (2012–2017)
- Chikyū no kaijū (地球の怪獣?) (con Yūsuke Murata e Kinu Nishimura, 2013)
- Gokiburi buster (ゴキブリバスター?) (con Yūsuke Murata, 2015)
- Dangan tenshi fan club (弾丸天使ファンクラブ?) (con Yūsuke Murata, 2017)
- Reigen (霊幻?) (2018–2019)
- Versus (バーサス?) (con Kyōtarō Azuma e Bose, 2022–)
- Bugego (バグエゴ?) (con Kiyoto Shitara, 2023–)